# Kopina (powiat łęczyński)
Kopina – wieś w Polsce położona w województwie lubelskim, w powiecie łęczyńskim, w gminie Cyców.
W latach 1975–1998 miejscowość należała administracyjnie do województwa chełmskiego.
Wieś stanowi sołectwo gminy Cyców. Według Narodowego Spisu Powszechnego z roku 2011 wieś liczyła 265 mieszkańców.
| SIMC    | Nazwa  | Rodzaj                          |
| ------- | ------ | ------------------------------- |
| 1021145 | Majdan | część wsi (zniesiona w 2023 r.) |

## Historia
W drugiej połowie XIX wieku wieś Kopina nazywana także „Kopnia” stanowiła własność włościańską, w powiecie chełmskim gminie Cyców, parafii Wereszczyn.